# Gnophos urmensis
Gnophos urmensis là một loài bướm đêm trong họ Geometridae.